# Sinagoga grande di Brody

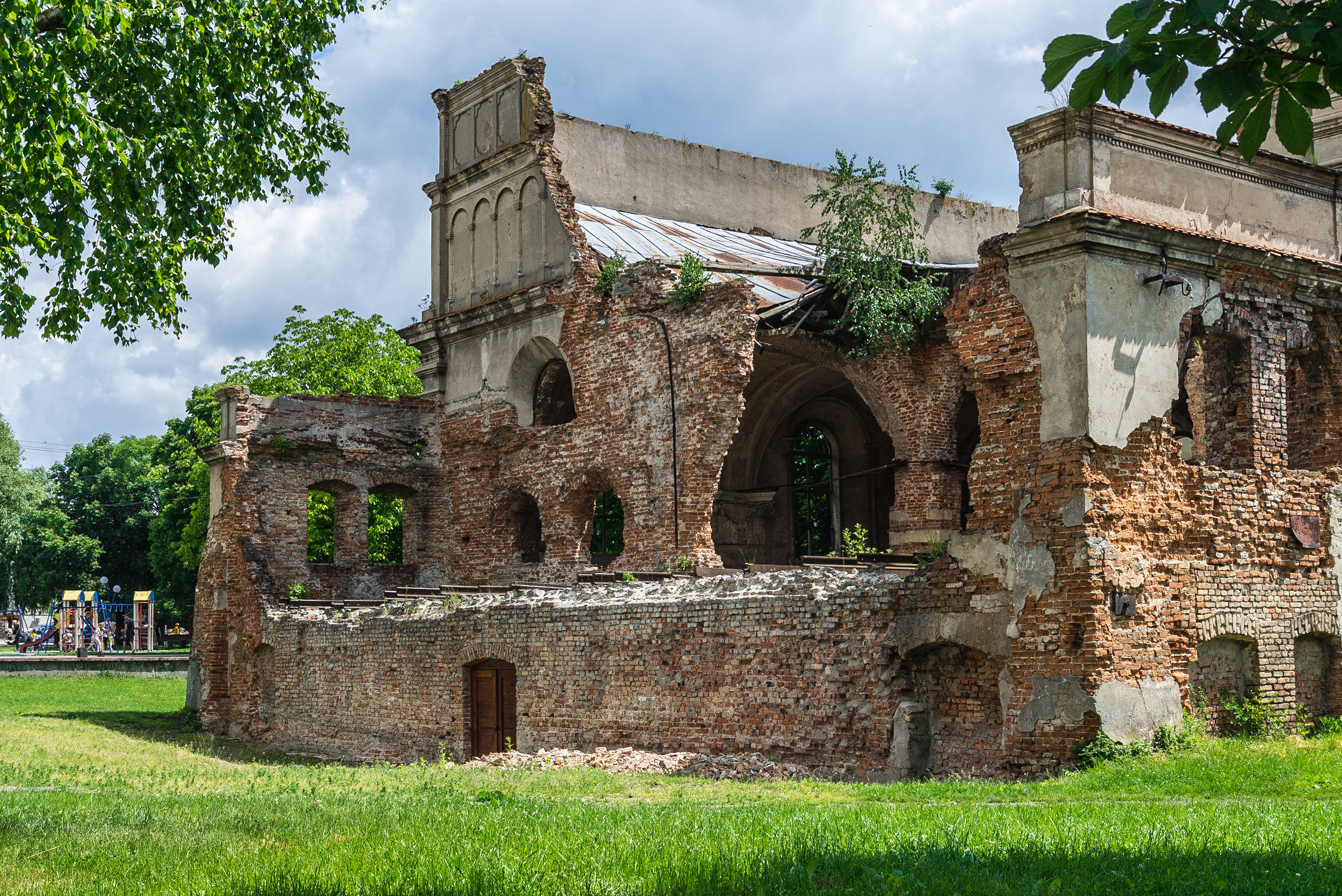
Le rovine delle singagoghe

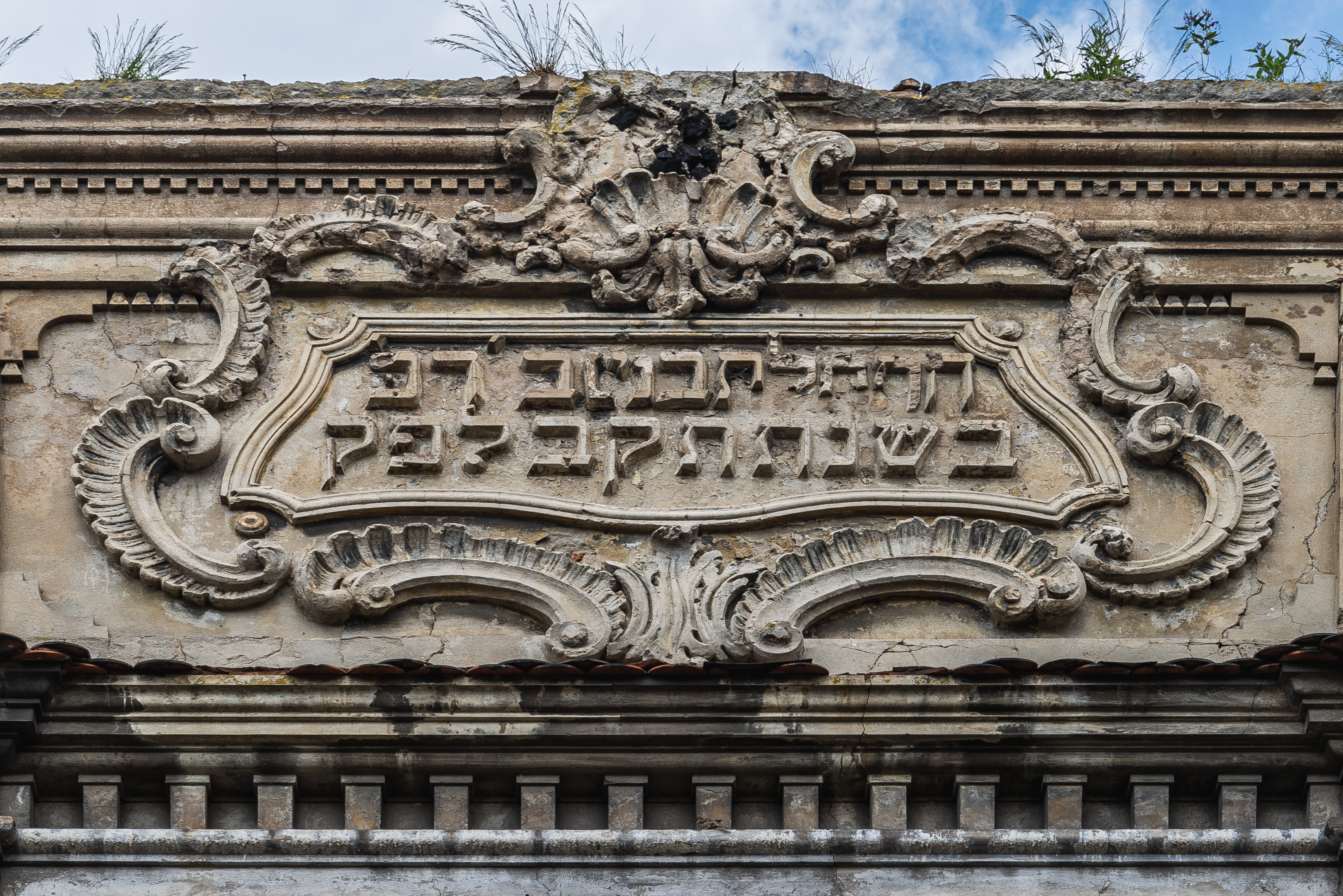
Dettaglio delle decorazioni superstiti della mura esterne

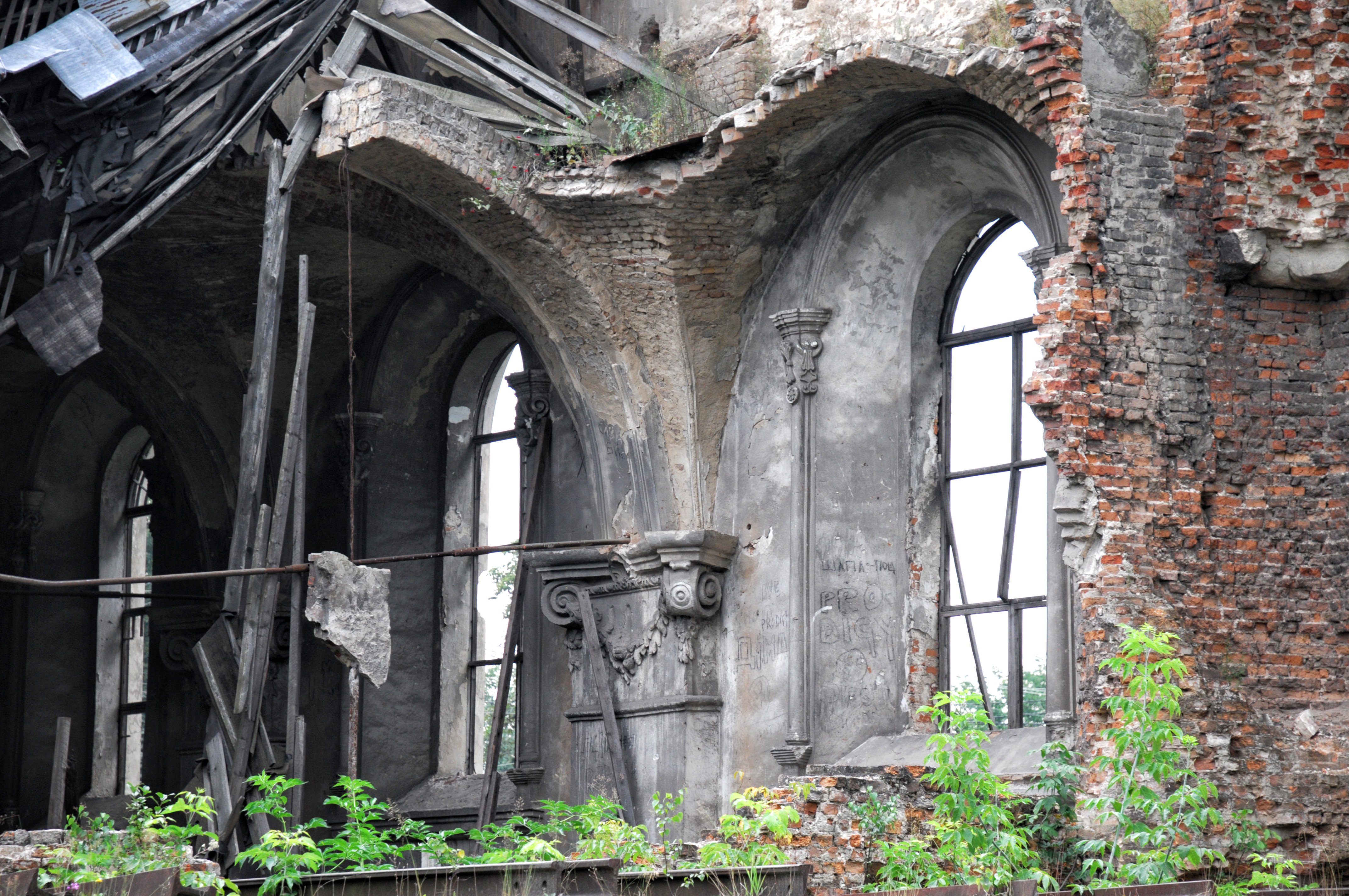
Le volte diroccate della sala di preghiera

La sinagoga grande di Brody, costruita nel 1742 sul modello della sinagoga della Rosa d'Oro di Leopoli, è uno degli esempi più significativi di sinagoga-fortezza della Galizia. Si trova a Brody, oggi Ucraina. Danneggiata dagli eventi bellici della seconda guerra mondiale, è in stato di gravissimo degrado, ridotta in gran parte in rovina.

## Storia e descrizione
A Brody (in Russia fino al 1772; in Austria, 1772–1919; quindi in Polonia, 1919–39, e oggi in Ucraina) esisteva una delle maggiori comunità ebraiche della Galizia, che arrivò nel primo Novecento a costituire oltre l'80% della popolazione locale.
Le prime sinagoghe furono costruite in legno. Nel 1742 si mise mano ad un edificio in muratura.
L'edificio in pietra è a pianta quadrata, con le dimensioni di un cubo. Ha le caratteristiche forme di sinagoga-fortezza con spesse e alte mura, feritoie alle pareti e la possibilità, in caso di necessità, di collocare l'artiglieria sul tetto. All'interno, secondo uno schema tipico delle sinagoghe della regione, la sala di preghiera ha quattro colonne centrali che delimitano l'area del podio e sorreggono i soffitti a volta. L'arca santa era collocata sulla parete orientale in una nicchia decorata con stucchi.
Nel 1859 la sinagoga fu danneggiata nel grande incendio che distrusse la città di Brody, ma prontamente restaurata. Altri lavori di ampliamento e ristrutturazione furono compiuti nel 1903.
Durante l'Olocausto l'intera popolazione ebraica della città fu sterminata; degli oltre 9.000 ebrei che vi risiedevano al momento dell'occupazione tedesca, solo circa 250 furono i sopravvissuti.
La sinagoga grande fu vandalizzata e danneggiata dagli eventi bellici, ma l'edificio sopravvisse. Nel dopoguerra, durante gli anni Sessanta lo si riparò alla meglio per adibirlo a magazzino, ma perdite dal tetto ne minarono la stabilità. Negli anni Novanta si cercò di arrestarne il degrado ma con scarsi risultati, dovuti anche alla mancanza di fondi. L'edificio è oggi in completa rovina, semidiroccato, e in rapido e progressivo deterioramento.